# Johannes Voorhout

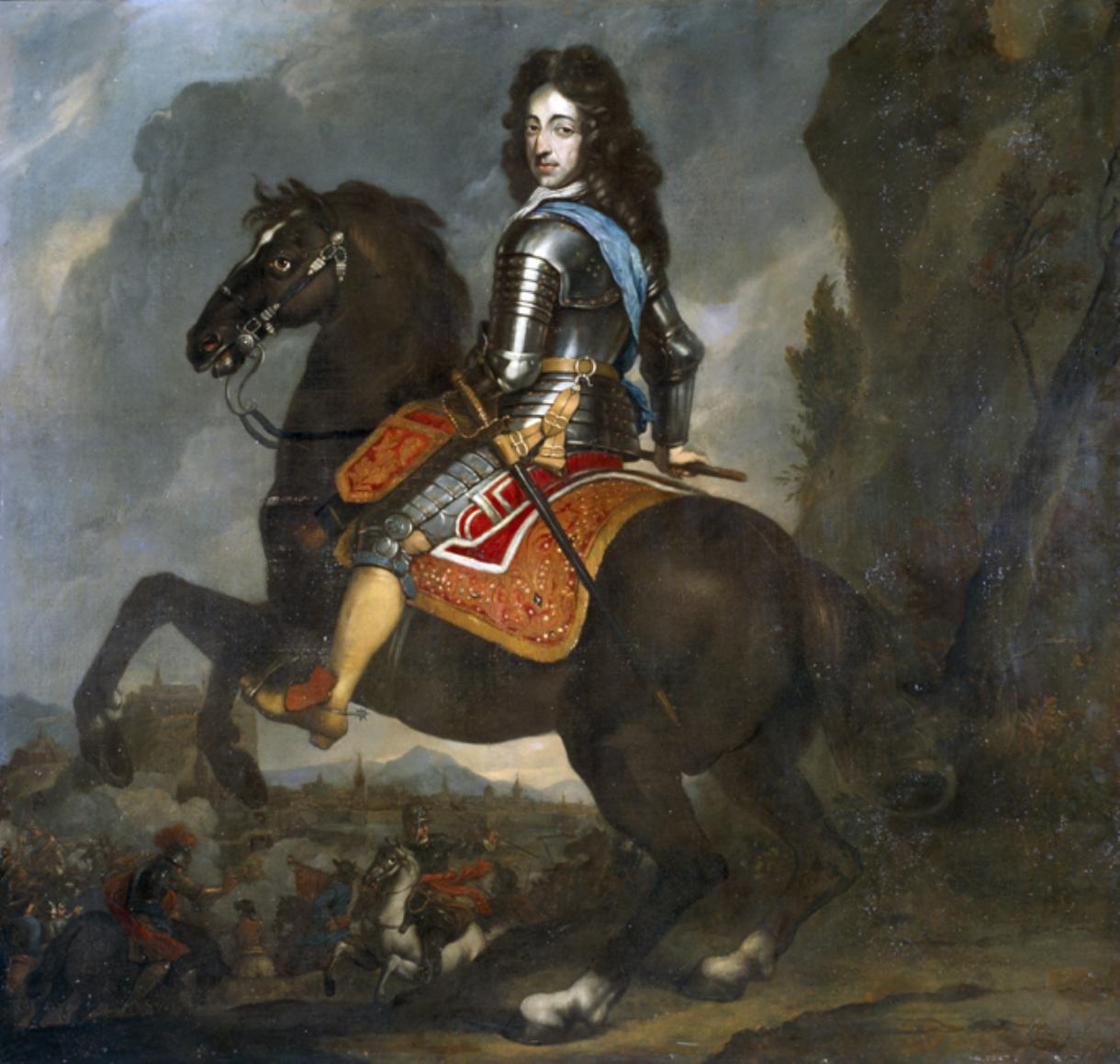
Johannes Voorhout, Guglielmo III d'Inghilterra a cavallo, 1670, Groninger Museum, Groninger.

Johannes Voorhout (Uithoorn, 11 novembre 1647 – Amsterdam, 12 maggio 1723) è stato un pittore olandese.

## Biografia
Johannes Voorhout nacque a Uithoorn, nell'Olanda Settentrionale, nel 1647, ed era figlio dell'orologiaio Cornelis Voorhout, originario di Amsterdam. Notando che il giovane Johannes aveva più dimestichezza per il disegno che non per gli orologi, il padre lo mandò a fare apprendistato dal pittore Constantyn Verhout a Gouda. Dopo essere stato lì per cinque anni, Voorhout si sposò nel 1670.
Nel 1672, a causa dell'imminente invasione francese, Voorhout decise di stabilirsì a Friedrichstadt, dove sua moglie aveva alcuni amici. Qui, nel 1677, nacque suo figlio Johannes. Nello stesso anno, Voorhout si stabilì ad Amsterdam, dove aprì la sua bottega e dove morì nel 1723.